# Ислинген-Бух
Ислинген-Бух (нем. Uesslingen-Buch) — коммуна в Швейцарии, в кантоне Тургау.
Входит в состав округа Фрауэнфельд. Население составляет 1046 человек (на 31 декабря 2007 года). Официальный код — 4616.